# Katedrála Zesnutí Bohorodičky (Plovdiv)
Katedrála Zesnutí Bohorodičky (bulharsky Катедрален храм „Успение Богородично“) je pravoslavný chrám nacházející se v městské památkové rezervaci Starý Plovdiv mezi pahorky Džambaz tepe a Taksim tepe ve městě Plovdiv v Plovdivská oblasti v jižním Bulharsku. Stojí na místě kde se již v minulosti nacházel pravoslavný chrám. Chrámový svátek se slaví 15. srpna.

## Charakteristika a dějiny
Na místě se už předtím nacházel chrám zasvěcený svaté Bohorodičce, přičemž první zmínky o něm pocházejí z přelomu 9. a 10. století. Původní chrám byl zcela zničen při obsazení města Turky v roce 1371.
Současná hlavní budova chrámu byla zbudována v letech 1844–1845 a předpokládá se, že v roce 1845 byla i vysvěcena. Dne 25. prosince 1859 byla v chrámu odsloužena první mše v Plovdivu v bulharském jazyce. Zvonice byla přistavěna po osvobození Bulharska v roce 1881 podle projektu českého architekta Josifa Šintera.[zdroj?] Zvonice je třípatrová a navržena byla ve stylu ruského klasicismu.
Samotná budova chrámu je trojlodní bazilika s apsidou, dlouhá 32 a široká 17 metrů. Chrám je bez kupole z důvodu v době výstavby platících právních omezení pro výstavbu křesťanských chrámů na území Osmanské říše. Ikonostas má rozměry 14,3 x 3,75 metru a byl spolu s ikonami zhotovený v letech 1875 - 1876. Chrámový dvůr byl původně menší a do současného stavu byl rozšířen v roce 1930. Deset metrů vysoká zeď, která obklopuje chrámový areál z jižní strany je přerušena vstupní branou z roku 1873.